# بخش رحمت‌آباد و بلوکات
بخش رحمت‌آباد و بلوکات یکی از بخش‌های شهرستان رودبار در استان گیلان در شمال ایران است. مهمترین روستا این منطقه روستا انارکول است. 

## تقسیمات کشوری
- بخش رحمت‌آباد و بلوکات 
  - دهستان بلوکات
  - دهستان دشتویل
  - دهستان رحمت‌آباد

شهرها: توتکابن

## جمعیت
بنابر سرشماری مرکز آمار ایران، جمعیت بخش رحمت‌آباد و بلوکات شهرستان رودبار در سال ۱۳۸۵ برابر با ۱۷۷۱۹ نفر بوده است.